# Ozerne (Crimea)
|  | Per a altres significats, vegeu «Oziórnoie». |

Ozerne (en (ucraïnès): Озерне, en rus: Озёрное) és un poble de la República Autònoma de Crimea a Ucraïna, que el 2014 tenia 44 habitants. Pertany al districte rural de Djankoi. Fins al 1945 la vila es deia Novi Djankoi.